# Dystasiopsis
Dystasiopsis – rodzaj chrząszczy z rodziny kózkowatych i podrodziny zgrzypikowych. 

## Zasięg występowania
Przedstawiciele tego rodzaju występują na Półwyspie Malajskim oraz Sumatrze.

## Systematyka
Do Dystasiopsis należą 2 gatunki:
- Dystasiopsis malaccana
- Dystasiopsis spiniscapus